# Lijst van burgemeesters van Kerkwijk
Dit is een lijst van burgemeesters van de voormalige Nederlandse gemeente Kerkwijk in de provincie Gelderland.

In de jaren tot en met 1955 omvatte deze gemeente de dorpen Kerkwijk en Bruchem en de buurtschap Delwijnen. In dat jaar werden hier de dorpen Gameren, Nieuwaal en Nederhemert (zowel Noord als Zuid) aan toegevoegd. Bij een provinciale grenscorrectie in 1958 werd ook de buurtschap Bern toegevoegd. Per 1 januari 1999 ging deze gemeente op in de gemeente Zaltbommel.
| Ambtsperiode | Naam burgemeester                               | Partij of stroming | Bijzonderheden |
| ------------ | ----------------------------------------------- | ------------------ | --- |
| 1817 - 1829  | J. Brouwers                                     |                    | |
| 1829 - 1850  | H. Brouwers                                     |                    | |
| 1850 - 1863  | K. Hoeflake                                     |                    | In dezelfde periode tevens burgemeester van Ammerzoden en Hedel |
| 1863 - 1900  | Julius Philip August (J.P.A.) Uitenhage de Mist |                    | In de voorafgaande periode burgemeester van Heerewaarden en in dezelfde periode tevens burgemeester van Ammerzoden en Hedel                                                               |
| 1900 - 1908  | G. van der Kolk                                 |                    | |
| 1908 - 1918  | B. van Bergeik                                  |                    | |
| 1918 - 1925  | J. Westrik                                      |                    | In een deel van dezelfde periode tevens burgemeester van Hedel |
| 1925 - 1933  | mr. Ep (E.P.) Verkerk                           | ARP                | In dezelfde periode tevens burgemeester van Hedel, later burgemeester van Boskoop |
| 1934 - 1944  | H. Dronkers                                     |                    | In dezelfde periode tevens burgemeester van Hedel |
| 1945 - 1945  | J. (Jan) Boll                                   | NSB                | Waarnemend. In dezelfde periode tevens burgemeester van Zaltbommel en waarnemend burgemeester van Ammerzoden, Hedel, Hurwenen, Maasdriel en Rossum                                        |
| 1945         | A.F. van Goelst Meijer                          |                    | Waarnemend. In een deel van dezelfde periode tevens burgemeester van Rossum, burgemeester van Hurwenen, burgemeester van Maasdriel, burgemeester van Zaltbommel en burgemeester van Hedel |
| 1945 - 1952  | Jan (J.) Roseboom                               | CHU                | vanaf 1951 waarnemend; tevens (waarnemend) burgemeester van Hedel |
| 1952 - 1955  | mr. R.A.W.J. Jonkers                            | CHU                | Waarnemend; in dezelfde periode tevens waarnemend burgemeester van Hedel |
| 1955 - 1975  | Willem (W.) van Veeren                          | CHU                | Tevens waarnemend burgemeester van Waardenburg (1970-1978) |
| 1975 - 1982  | Henk (H.) Dorland                               | ARP / CDA          | later burgemeester van Werkendam |
| 1982 - 1998  | Henk (H.G.) de Kort                             | CDA                | tot eind 1988 waarnemend |